# Dominique-Joseph Garat
Dominique-Joseph Garat (Bayonne, 8 settembre 1749 – Ustaritz, 9 dicembre 1833) è stato uno scrittore e politico francese.
Fu anche un brillante giornalista e deputato agli Stati Generali nel 1789. Ebbe un carattere mite e irresoluto e convinzioni mutevoli: cambiò spesso partito e colore politico. Secondo molti ha giocato un ruolo inadeguato agli eventi politici del tempo. Non deve essere confuso con il fratello maggiore Dominique (1735-1799), anche lui deputato agli Stati Generali.

## Biografia
Dopo aver ricevuto un'ottima istruzione, Garat si recò a Parigi dove fu presentato agli scrittori più illustri del tempo. Ben presto si trovò a collaborare con l'Encyclopédie methodique e il Mercure de France. L'elogio di Michel de l’Hopital del 1778 gli procurò grande fama e fu tre volte incoronato per gli elogi di Suger, Montausier e Fontenelle. Nel 1785 fu nominato professore di storia e le sue lezioni furono apprezzate tanto quanto quelle di G. F. Laharpe sulla letteratura. Nel 1792 fu nominato da Danton ministro della giustizia e in questa veste toccò a lui comunicare a Luigi XVI la sua sentenza di morte.
Nel 1793 divenne ministro degli interni, ma dimostrò di non meritare questa carica: non riuscì infatti a mantenere l'ordine e alla fine si dimise (15 agosto 1793). Il 2 ottobre fu arrestato per simpatie girondine, ma fu ben presto rilasciato grazie all'amicizia con Barras e soprattutto a quella con Robespierre, amicizia quest'ultima che non esitò a tradire: il 9 termidoro si schierò contro Robespierre. Il 12 settembre 1794 fu nominato dalla Convenzione come membro del Comitato Esecutivo della Pubblica Istruzione.
Massone, fu membro della loggia parigina "Les Neuf Sœurs" del Grande Oriente di Francia.
Nel 1798 fu nominato ambasciatore a Napoli, e l'anno successivo entrò a far parte del Consiglio degli Anziani, di cui poi divenne presidente. Durante i cento giorni fu membro della Camera dei Rappresentanti, ma dopo la Restaurazione di Luigi XVIII il suo nome fu cancellato dalla lista dei soci. Dopo la rivoluzione del 1830 fu nominato membro della nuova Accademia delle Scienze morali e politiche. Morì a Ustaritz vicino a Bayonne.

## Opere
Le opere di Garat sono caratterizzate da una brillante eloquenza, anche se superficiale. Egli non si concentra troppo sulla comprensione del soggetto che sta trattando, ma dà maggior rilievo alla forma e allo stile. Tra le sue opere si ricordano: Considerations sur la Revolution française (1792) e Mémories sur la Revolution (1795) e il Conservateur (1797). In quest'ultima opera, come ha ricordato S. Moravia, si concentra tutta la sua abilità oratoria. Qui Garat porta avanti l'idea di continuare ad affidare il governo al Direttorio attraverso il rafforzamento del potere esecutivo nei confronti delle assemblee: «Il faut laisser au pouvoir exécutif une grande force pour qu'il pousse comprimer toutes les factions».